# Ancienne douane (Cayenne)
Pour les articles homonymes, voir Ancienne douane.
L'Ancienne douane est un monument historique de Guyane situé dans la ville de Cayenne.
Le site est classé monument historique par arrêté du 12 juin 1992.